# Börü
Börü (en español: Lobo) es una serie de televisión turca de 2018 sobre una unidad de fuerzas especiales turcas.

## Reparto
- Mesut Akusta como İrfan Aladağ.
- Ahu Türkpençe como Asena Tümer.
- Serkan Çayoğlu como Kaya Ülgen.
- Murat Arkın como Kemal Boratav.
- Emir Benderlioğlu como Turan Kara.
- Fırat Doğruloğlu como Behçet Orbay.
- Ahmet Pınar como Barbaros Çepni.
- Can Nergis como Tolga Erlik.
- Armağan Oğuz como Ayı Murat.
- Bedii Akın como Ömer Tunç.
- Ozan Ağaç como Baran Harput.
- Melis Hacic como Zeynep.
- Tan Altay como Tan Altay.
- Gürol Tonbul como Turgut Atalay.
- Özge Gürel como Gökçe Demir.

## Episodios
| N.º | Título                                                   | Dirigido por           | Escrito por                                      | Fecha de emisión original |
| --- | -------------------------------------------------------- | ---------------------- | ------------------------------------------------ | ------------------------- |
| 1   | «Bazen canavarlar kazanir» «A veces los monstruos ganan» | Can Emre y Cem Özüduru | Alper Çağlar, Cem Özüduru, Emre Sirel y Can Emre | 28 de febrero de 2018     |
| 2   | «Kar gibi beyaz» «Blanca como la nieve»                  | Can Emre y Cem Özüduru | Alper Çağlar, Cem Özüduru, Emre Sirel y Can Emre | 7 de marzo de 2018        |
| 3   | «Çirkin olsam bile» «Aunque fueras feo»                  | Can Emre y Cem Özüduru | Alper Çağlar                                     | 14 de marzo de 2018       |
| 4   | «Mahalle» «El barrio»                                    | Cem Özüduru            | Cem Özüduru y Alper Çağlar                       | 21 de marzo de 2018       |
| 5   | «Mahşerin ayak sesleri» «Se acerca el apocalipsis»       | Cem Özüduru            | Alper Çağlar y Emre Sirel                        | 4 de abril de 2018        |
| 6   | «Her güzel şeyin sonu» «Todo lo bueno llega a su fin»    | Can Emre               | Alper Çağlar                                     | 11 de abril de 2018       |